# مات رايدر
مات رايدر (بالإنجليزية: Matt Rider)‏ هو معلق رياضي بريطاني، ولد في 13 فبراير 1988.